# Peter Jennings
Peter Charles Archibald Ewart Jennings, CM (29 tháng 7 năm 1938 – 7 tháng 8 năm 2005) là nhà báo và người dẫn chương trình tin tức người Mỹ gốc Canada. Ông là người dẫn chương trình World News Tonight (Tin tức Thế giới Tối nay) một mình từ 1983 đến khi qua đời năm 2005 vì biến chứng ung thư phổi. Tuy ông bỏ học trước khi xong trung học, nhưng ông trở thành một trong những nhà báo quan trọng nhất trên TV.
Jennings bắt đầu sự nghiệp sớm, đã dẫn chương trình radio khi mới chỉ 9 tuổi. Vào năm 1965, ABC News (hãng thông tấn của Công ty Truyền thông Hoa Kỳ) xin ông dẫn chương trình tin tức chính của hãng này vào buổi chiều. Vì thiếu kinh nghiệm, ông chỉ dẫn chương trình này một thời gian ngắn, và Jennings trở thành phóng viên ngoại quốc vào năm 1968, nắm vững việc phóng sự tại Cận Đông.
Sau đó, ông được trở lại làm một trong ba người dẫn chương trình World News Tonight vào năm 1978, và được thăng chức dẫn chương trình một mình năm 1983. Jennings thuộc về nhóm "Ba Ông Lớn" (tiếng Anh: Big Three) giữ vai trò rất lớn về tin tức buổi chiều vào những năm 1980 và 1990. Ông mê Hoa Kỳ cả đời, và vào năm 2003 cuối cùng trở thành công dân của hai nước Mỹ và Canada. Ông qua đời năm 2005, ngay sau Tom Brokaw và Dan Rather về hưu, kết thúc thời "Ba Ông Lớn".